# Senecio montevidensis
Senecio montevidensis là một loài thực vật có hoa trong họ Cúc. Loài này được (Spreng.) Baker miêu tả khoa học đầu tiên năm 1884.